# Kowanowo (województwo wielkopolskie)
Kowanowo – średniej wielkości wieś sołecka w Polsce położona w województwie wielkopolskim, w powiecie obornickim, w gminie Oborniki.
W latach 1975–1998 miejscowość administracyjnie należała do województwa poznańskiego.
Wieś należała do posiadaczy niemieckich (do 1939 była w rękach rodziny Busse). W centrum wsi parterowy dwór z XIX wieku (około 1867), nakryty dachem dwuspadowym, z ryzalitem na osi, mocno zniekształcony przebudową powojenną, zwłaszcza werandą z 1990 (obecnie restauracja Pod kłosem). Wokół zaniedbany park z resztkami małej architektury. W pobliżu zabudowania folwarczne z XIX wieku.